# Cruel Summer (singolo)
Cruel Summer è un singolo scritto ed interpretato dal trio femminile britannico Bananarama, estratto dal loro omonimo album. Di questo brano sono state realizzate diverse cover, tra cui quella pubblicata dal gruppo musicale svedese Ace of Base nel 1998. Nel 2025 il famoso dj francese Bob Sinclar realizza una canzone contenente il campionamento del brano, anch’esso intitolato Cruel Summer (Again) in collaborazione con le stesse Bananarama

## Versione originale
Cruel Summer non ebbe un successo immediato quando venne pubblicata per la prima volta nel 1983 (sebbene raggiunse la posizione n. 8 nelle classifiche del Regno Unito), ma grazie al suo inserimento nel film Karate Kid del 1984 diventò una hit a livello internazionale. Il gruppo non acconsentì all'inclusione del brano nell'album della colonna sonora del film; ciononostante scalò le classifiche statunitensi fino alla posizione n. 9.
Successivamente furono registrate altre 3 versioni: la prima nel 1989, reintitolata Cruel Summer '89; la seconda nel 2001, all'interno dell'album Exotica; la terza nel 2009, come lato B del singolo Love Comes.
Il videoclip del brano fu girato a New York nell'estate del 1983 e mostra due poliziotti che inseguono le ragazze del gruppo mentre stanno fuggendo a bordo di un camion; ad un certo punto, queste ultime lanciano delle bucce di banana contro l'auto di servizio della polizia.

## Cover degli Ace of Base
Nel 1998 gli Ace of Base registrarono una cover di Cruel Summer su richiesta delle loro etichette tedesche e statunitensi, PolyGram e Arista Records. La loro cover fu pubblicata come secondo singolo dell'album Flowers e come singolo principale della versione americana dell'album, intitolata anch'essa Cruel Summer; 
Raggiunse il 3º posto in Belgio e Sudafrica e il 2° in Canada.
Si classificò al 10º posto della Billboard Hot 100 e all'8° della Official Singles Chart . Si fermò al 6º posto nella MTV Europe.
Si guadagnò il Disco d'oro negli Stati Uniti.
Sempre nel 1998 gli Ace of Base ne incisero una versione assieme alla Boy Band alliage cantata metà in Francese e metà in inglese. Arrivò al 24º posto in Francia.
Nel 2009 il dj Rico Bernasconi propose 8 versioni remix della versione del 1998 incluse in un Ep che arrivò al 69º posto in Germania. 
Il video musicale che accompagna la canzone è stato girato interamente a Roma, tra i quartieri Eur ed Ostiense: sono infatti riconoscibili l'omonima stazione, l'inizio della via Ostiense e il Colosseo Quadrato. L'attrice che interpreta la protagonista del video è Elisa Scialpi.

### Classifiche
| Classifica (1998) | Posizione massima |
| ----------------- | ----------------- |
| Austria           | 28                |
| Belgio (Fiandre)  | 53                |
| Belgio (Vallonia) | 27                |
| Germania          | 28                |
| Honduras          | 5                 |
| Islanda           | 25                |
| Nuova Zelanda     | 40                |
| Paesi Bassi       | 55                |
| Polonia           | 4                 |
| Regno Unito       | 8                 |
| Svezia            | 33                |
| Svizzera          | 21                |

### Cruel summer feat. Alliage
| Classifica (1998) | Posizione massima |
| ----------------- | ----------------- |
| Francia           | 24                |

### Cruel summer feat. Rico Bernasconi
| Classifica (2009) | Posizione massima |
| ----------------- | ----------------- |
| Germania          | 69                |